# 克耶邦
克耶邦 ，又稱克倫尼邦（红克伦邦），是緬甸的一個邦，位於該國東南部內陸。面積11,670平方公里，人口259,000人。首府壘固。下分4縣。
自1948年以來，當地的克耶族一直持續與緬甸軍方進行游擊戰。

## 行政區劃
- 包拉克縣（ဘော်လခဲခရိုင်）
- 代莫索县（ဒီးမော့ဆိုခရိုင်）
- 壘固縣（လွိုင်ကော်‌ခရိုင်）
- 梅塞县（မယ်စဲ့ခရိုင်）